# Kim Hee-ae
Kim Hee-ae (김희애?, 金喜愛?, Gim Hui-aeLR, Kim HŭiaeMR; 23 aprile 1967) è un'attrice sudcoreana, considerata tra le più rappresentative degli anni novanta insieme a Chae Shi-ra e Ha Hee-ra.

## Filmografia

### Cinema
- Seumuhae cheotjjaenal (스무해 첫째날?), regia di Jo Myung-hwa (1984)
- Bur-ui hoesang (불의 회상?), regia di Jo Myung-hwa (1985)
- Naesarang Jjanggu (내사랑 짱구?), regia di Yoo Jin-seon (1985)
- Yeong-ung dor-a-oda (영웅 돌아오다?), regia di Jo Geum-hwan (1987)
- 101beonjjae propose (101번째 프로포즈?), regia di Oh Suk-geun (1993)
- U-ahan geojinmal (우아한 거짓말?), regia di Lee Han (2014)
- C'est si bon (쎄시봉?), regia di Kim Hyun-suk (2015)
- Sarajin bam (사라진 밤?), regia di Lee Chang-hee (2018)
- Herstory (허스토리?), regia di Min Kyu-dong (2018)
- Yunhui-ege (윤희에게?), regia di Lim Dae-hyung (2019)
- The Moon (더 문?), regia di Kim Yong-hwa (2023)
- Dead Man (데드맨?), regia di Ha Jun-won (2024)
- Botong-ui gajok (보통의 가족?), regia di Heo Jin-ho (2024)

### Televisione
- Yeosim (여심?) – serial TV (1986)
- Wondapung (원다풍?) – miniserie TV (1987)
- Eomeoni (어머니?) – serial TV (1987-1988)
- Aejeong-ui jogeon (애정의 조건?) – serie TV (1987)
- Nae-il ij-euri (내일 잊으리?) – serie TV (1988-1989)
- Dangsin-ui chukbae (당신의 축배?) – serie TV (1989)
- Yeojaneun mu-eos-euro saneun-ga (여자는 무엇으로 사는가?) – serie TV (1990)
- Gyeo-ul nageune (겨울 나그네?) – serie TV (1990)
- Dae-won-gun (대원군?) – serie TV (1990)
- Saranghae dangsin-eul (사랑해 당신을?) – serial TV (1990)
- Ibyeor-ui sijak (이별의 시작?) – serie TV (1991)
- Sanneomeo jeojjok (산너머 저쪽?) – serie TV (1991)
- Namok (나목?) – miniserie TV (1992)
- Bunno-ui wangguk (분노의 왕국?) – serie TV (1992)
- Adeulgwa ttal (아들과 딸?) – serie TV (1992-1993)
- Pukpung-ui gyejeol (폭풍의 계절?) – serie TV (1993)
- Kareisky (까레이스키?) – serie TV (1994-1995)
- Saranggwa gyeolhon (사랑과 결혼?) – serie TV (1995)
- Yeon-ae-ui gicho (연애의 기초?) – serie TV (1995)
- Hanappun-in dangsin (하나뿐인 당신?) – serial TV (1999)
- Anae (아내?) – serie TV (2003)
- Wanjeonhan sarang (완전한 사랑?) – serie TV (2003)
- Bumonim jeonsangseo (부모님 전상서?) – serie TV (2004-2005)
- Nunkkot (눈꽃?) – serie TV (2006-2007)
- Nae namja-ui yeoja (내 남자의 여자?) – serie TV (2007)
- Midas (마이더스?) – serie TV (2011)
- Anae-ui jagyeok (아내의 자격?) – serie TV (2012)
- Milhoe (밀회?) – serie TV (2014)
- Mrs. Cop (미세스 캅?) – serie TV (2015)
- Keut-eseo dubeonjjae sarang (끝에서 두번째 사랑?) – serie TV (2016)
- Bubu-ui segye (부부의 세계?) – serie TV (2020)
- Queenmaker (퀸메이커?) – serie TV (2023)
- Come un'onda (돌풍?) – serie TV (2024)